# Saison 2019-2020 du Racing Club de Strasbourg Alsace
Maillots
Dernière mise à jour : 30 avril 2020.
Chronologie
Saison précédente Saison suivante
La saison 2019-2020 du Racing Club de Strasbourg Alsace est la cinquante-neuvième saison du club alsacien en championnat de France de Ligue 1, plus haut niveau hiérarchique du football français, depuis sa création en 1932. Elle marque la troisième saison consécutive en première division depuis la relégation de la saison 2007-2008 et la rétrogradation en cinquième division en 2011 à la suite de la liquidation judiciaire du club en 2011.
L'équipe est dirigée par Thierry Laurey, en poste depuis mai 2016.
Cette saison voit le RCSA prendre part au deuxième tour des phases préliminaires de la Ligue Europa 2019-2020 à la suite de sa victoire en Coupe de la Ligue 2018-2019, compétition où il atteint la phase des barrages de qualification pour la phase de groupes avant d'être éliminé par l'équipe allemande de l'Eintracht Francfort.
Les Alsaciens sont dans le même temps engagés dans les deux coupes nationales que sont la Coupe de France et la Coupe de la Ligue. Ils atteignent dans cette première compétition le stade des huitièmes de finale avant d'être éliminés par l'Olympique de Marseille, tandis que leur parcours dans la deuxième, où ils sont les tenants du titre, s'achève  au stade des quarts de finale après une défaite contre le Stade de Reims.

## Avant-saison

### Genèse de la saison
La saison précédente s'est soldée par une victoire en coupe de la Ligue, et qualifie donc le Racing pour le deuxième tour préliminaire de la Ligue Europa, douze saisons après sa dernière participation. Thierry Laurey, entraineur depuis l'été 2016, annonce qu'il n'y aura pas de chamboulement de l'effectif durant le mercato estival. Il espère cinq à six recrues pour la saison prochaine, qui apporteront notamment de l'expérience en vue de la Coupe d'Europe,.

### Objectifs du club
L'objectif du club reste le même que lors de la saison précédente, à savoir se maintenir en Ligue 1, et de se pérenniser en première division en apportant quelques retouches à l'équipe.

### Préparation d'avant-saison
La rentrée des joueurs et du staff est fixée pour le 23 juin 2019. Le RCSA joue par la suite quatre matchs amicaux entre le 3 et le 19 juillet, entrecoupés d'un stage de quatre jours à Venlo aux Pays-Bas. La saison démarre officiellement le 25 juillet avec les qualifications pour la Ligue Europa 2019-2020, le club disputera un cinquième et dernier match amical le 4 août face à la sélection UNFP. Le Racing remporte les cinq matchs (2-1 contre le FC Zürich, 7-0 contre la Sélection de La Réunion, 2-0 contre la Standard de Liège, 3-1 contre le Toulouse FC et 3-2 contre une sélection UNFP).

## Mouvements de joueurs
Yoann Salmier en prêt à l'ESTAC Troyes après avoir notamment participé aux barrages de promotion de Ligue 2 est définitivement transféré au club le 27 juin 2019. Deux des trois joueurs prêtés la saison précédente, Sanjin Prcić et Samuel Grandsir, font quant à eux leur retour dans leurs clubs respectifs tandis que Lamine Koné est acheté définitivement à son club parent de Sunderland le 31 mai 2019 et signe pour deux saisons supplémentaires.
Le 28 mai 2019, les joueurs du centre de formation Adrien Lebeau et Ivann Botella signent leurs premier contrat professionnel au RCSA, pour une saison, et rejoignent donc l'effectif professionnel du club.
Le 23 juin 2019, Anthony Gonçalves est transféré au SM Caen alors qu’il lui restait une saison de contrat avec le Racing. Le 25 juin 2019, Pablo Martinez signe au Nîmes Olympique alors que son contrat était terminé avec le Racing ce qui en fait le cinquième joueur en partance du club. Le 27 juin 2019, Jérémy Grimm alors en fin de contrat, prolonge d’une saison son contrat avec le club, pour une septième année consécutive.
Après ces divers départs, le 2 juillet 2019, le Racing officialise sa première recrue, Jean-Ricner Bellegarde, en provenance du RC Lens, pour quatre saisons. Le 5 juillet 2019, l'attaquant Idriss Saadi est prêté au Cercle Bruges en Belgique, pour toute la saison, sans option d'achat. À la suite des cinq départs, le RCSA annonce le même jour l'arrivée de Alexander Djiku pour quatre saisons en provenance du SM Caen.
La période de transferts hivernale voit l'attaquant international ghanéen Majeed Waris faire son arrivée en provenance du FC Porto sous la forme d'un prêt avec obligation d'achat en fin de saison tandis que Moataz Zemzemi est prêté à l'équipe tunisienne du Club africain.

## Championnat de France de Ligue 1

### Première moitié de saison

#### Un début de championnat compliqué - Journées 1 à 5
Alors que le RCSA a déjà entamé sa saison depuis le 25 juillet en raison de sa participation à la phase qualificative de la Ligue Europa 2019-2020, le club dispute sa première rencontre en championnat le 11 août. Il accueille à cette occasion le FC Metz dans le cadre du « derby de l'Est ». La première période débute de manière positive pour les Alsaciens, qui parviennent à ouvrir le score à la 21e minute sur un but d'Adrien Thomasson. Cet avantage est cependant perdu en tout début de deuxième période, Habib Diallo profitant d'une erreur d'inattention de la défense strasbourgeoise pour inscrire le but de l'égalisation. Les deux équipes ont par la suite plusieurs autres occasions de l'emporter mais ne parviennent pas à concrétiser leurs actions, tandis que la rencontre se conclut sur un match nul 1-1. La deuxième journée disputée la semaine suivante voit Strasbourg se déplacer sur la pelouse du Stade de Reims, une rencontre qui se conclut sur un match nul et vierge « logique ».
Recevant l'équipe du Stade rennais pour son deuxième match à domicile de la saison, le Racing est très rapidement mené au score après l'ouverture du score de Clément Grenier au quart d'heure de jeu. Les hôtes ont par la suite l'occasion d'égaliser à la 40e minute en obtenant un penalty tiré par Jonas Martin, qui est cependant arrêté par le gardien rennais Édouard Mendy. Rennes fait finalement le break à la 54e minute sur un but de M'Baye Niang et maintiennent par la suite leur avance, faisant subir au RCSA sa première défaite de la saison en championnat, tandis que les Alsaciens terminent la rencontre à dix après l'expulsion d'Abdallah Ndour en fin de rencontre (0-2).
Quelques jours après son élimination en Ligue Europa ainsi que le départ d'importance de Jonas Martin, Strasbourg reçoit cette fois l'AS Monaco pour le premier match du mois de septembre 2019. Tout comme la journée précédente, les Alsaciens concèdent rapidement l'ouverture du score par le biais d'Islam Slimani dès la 11e minute de jeu. De manière similaire, les hôtes obtiennent un nouveau penalty peu avant la fin de la première période, cette fois transformé avec succès par Kenny Lala, mais se retrouvent à nouveau menés quelques instants plus tard sur un deuxième but de Slimani. Cherchant l'égalisation tout au long de la deuxième période, Strasbourg parvient finalement à arracher le point du match nul à quelques minutes de la fin du temps réglementaire grâce à Adrien Thomasson qui porte le score final de la rencontre à 2-2.
Au repos pendant une semaine en raison de la trêve internationale, Strasbourg se déplace sur la pelouse du Paris Saint-Germain le 14 septembre lors de la cinquième journée et parvient à tenir le champion en titre en échec durant la quasi-totalité de la rencontre, avant de finalement concéder un but de Neymar durant le temps additionnel de la deuxième période, celui-ci inscrivant un retourné acrobatique pour donner la victoire aux Parisiens. Ceux-ci marquent quelques instants après le but du 2-0, mais celui-ci est finalement annulé par l'assistance vidéo en raison d'un hors-jeu d'Ángel Di María et le score en reste à 1-0. Cette dernière défaite voit le Racing tomber dans la zone de relégation pour la première fois de la saison en se classant dix-huitième et barragiste, avec seulement trois points en cinq matchs.

#### Premières victoires et inefficacité à l'extérieur - Journées 6 à 12
Recevant le FC Nantes, auteur d'un bon début de saison, dans le cadre de la sixième journée, le match suit le schéma des dernières rencontres à domicile, les Alsaciens concédant une nouvelle fois l'ouverture du score durant la première période lorsque Kalifa Coulibaly donne l'avantage aux visiteurs à la demi-heure de jeu. Se montrant par la suite globalement dominateur, Strasbourg parvient finalement à égaliser à la 66e minute sur un but de Dimitri Liénard avant d'arracher la victoire en fin de match sur un penalty transformé par Ludovic Ajorque afin de remporter sa première victoire de la saison et de sortir de la zone de relégation, mettant dans la foulée un terme à une série de sept matchs sans victoire à domicile (2-1),.
La rencontre du 25 septembre sur la pelouse du Lille OSC est cependant bien moins positive, un Strasbourg « inoffensif » s'inclinant logiquement sur le score de 2 à 0 sur des buts de Victor Osimhen à la 43e minute puis de Loïc Rémy à la 65e minute,. Les Alsaciens se reprennent quatre jours plus tard lors de la réception de Montpellier, un but de Ludovic Ajorque à la 25e minute s'avérant être le seul d'une rencontre compliquée côté Alsacien au cours de laquelle les Héraultais ont à plusieurs reprises l'occasion de revenir au score, Matz Sels repoussant notamment un penalty de Petar Škuletić en fin de première mi-temps et réalisant plusieurs arrêts décisifs au cours de la seconde période pour tenir l'avantage des siens (1-0),.
Enchaînant deux déplacements de suite durant le mois d'octobre, Strasbourg poursuit sa méforme à l'extérieur en s'inclinant dans un premier temps à Dijon le 5 octobre sur un but de Stephy Mavididi en fin de première mi-temps (0-1). Le deuxième déplacement sur la pelouse de l'Olympique de Marseille le 20 octobre, après une semaine de pause du fait de la trêve hivernale, s'achève également sur une défaite des Alsaciens qui concèdent l'ouverture du score dès la deuxième minute de jeu par l'intermédiaire de Boubacar Kamara avant de concéder le but du break dans les derniers instants de la rencontre sur un penalty transformé par Kevin Strootman pour un revers 2-0. Ce cinquième revers de la saison en dix rencontres envoie alors le RCSA à la dernière place du classement avec neuf points.
Les Alsaciens se tirent finalement de cette mauvaise passe dès la journée suivante à l'occasion de la réception de l'OGC Nice, rencontre durant laquelle ceux-ci se montrent dominateurs et ouvrent logiquement la marque à la 23e minute par le biais d'Adrien Thomasson. Obtenant par la suite plusieurs opportunités d'accroître son avance et se retrouvant même en supériorité numérique à partir de l'heure de jeu après l'expulsion de Racine Coly, Strasbourg ne parvient cependant plus à inscrire le moindre but et doit se contenter d'une victoire 1-0 qui lui permet de sortir de la zone de relégation. Ce succès prometteur est cependant contrasté dès le match suivant le 2 novembre par une courte défaite à l'extérieur sur la pelouse d'Angers, qui s'impose grâce à un penalty de Stéphane Bahoken transformé à la 26e minute tandis que le RCSA subit un quatrième revers d'affilée à l'extérieur, n'ayant par ailleurs toujours pas inscrit le moindre but hors de ses terres à ce stade de la saison.

#### Une efficacité offensive retrouvée et remontée au classement - Journées 13 à 19
Recevant le Nîmes Olympique, alors classé dernier du championnat, le 10 novembre dans le cadre de treizième journée, les Strasbourgeois se font dans un premier temps peur à la neuvième minute de jeu lorsqu'une frappe du Nîmois Théo Valls atterrit sur le poteau mais se reprennent très rapidement en ouvrant le score cinq minutes plus tard par le biais de Ludovic Ajorque et obtiennent plusieurs grosses opportunités tout au long de la première mi-temps, Lebo Mothiba permettant finalement aux siens de faire le break dans le temps additionnel pour porter le score à 2-0 à la pause. Mis en difficulté en début de seconde période, les visiteurs réduisent la marque dès la 48e minute par l'intermédiaire de Romain Philippoteaux et cherchent à égaliser. Leur lancée est cependant coupée à la 66e minute de jeu avec l'expulsion du défenseur Florian Miguel. Strasbourg profite alors de sa supériorité numérique pour marquer un troisième but quatre minutes plus tard grâce à un coup franc direct de Dimitri Liénard avant que Lebo Mothiba ne conclut la victoire alsacienne à quelques minutes de la fin du temps réglementaire en marquant le but du doublé pour porter le score final à 4-1, le RCSA remportant ainsi sa quatrième victoire de suite à domicile,.
En déplacement sur la pelouse de l'Amiens SC le 23 novembre au retour de la trêve internationale, les Strasbourgeois sont dans un premier temps dominés par les hôtes qui obtiennent les meilleures opportunités mais parviennent cependant à ouvrir le score par l'intermédiaire d'Anthony Caci en fin de première mi-temps, qui inscrit ainsi le premier but des Alsaciens à l'extérieur de la saison et met fin à une série de 583 minutes sans marquer hors de leurs terres. Se montrant par la suite dominateur en deuxième période, le Racing fait le break dès la 53e minute de jeu grâce à Ludovic Ajorque avant qu'Adrien Thomasson (72e minute) puis Nuno Da Costa (76e minute) ne concrétisent une large victoire alsacienne sur le score de 4-0, tandis qu'Amiens termine le match à dix après l'expulsion d'Aurelien Chedjou à la 83e minute.
Cette bonne dynamique connaît un coup d'arrêt une semaine plus tard à l'occasion de la réception de l'Olympique lyonnais, face à qui le RCSA parvient pourtant à ouvrir le score à la 22e minute par l'intermédiaire de Youssouf Fofana après une bonne entame de rencontre. Cet avantage ne dure cependant pas et les Lyonnais égalisent à quelques minutes de la mi-temps sur un but de Maxwell Cornet. Alors que la seconde période s'avère plus équilibrée, c'est finalement les visiteurs qui reprennent l'avantage à un quart d'heure de la fin grâce à Jeff Reine-Adélaïde qui porte le score final à 2-1 et met fin à la série victorieuse du club à domicile,.
Enchaînant quelques jours plus tard sur un déplacement sur la pelouse du Stade brestois pour le premier match du mois de décembre, Strasbourg connaît un véritable « naufrage » et se trouve complètement dépassé par des hôtes réalistes qui ouvrent le score à la 21e minute grâce à Alexandre Mendy avant de faire le break durant le temps additionnel de la première période sur un but de Cristian Battocchio. Ce dernier continue sur sa lancée en deuxième période en marquant le but du doublé à la 53e minute avant d'achever un triplé à la 75e minute de jeu, tandis que Ferris N'Goma parachève la victoire brestoise sur penalty en toute fin de rencontre pour un large score de 5-0, constituant le pire revers des Alsaciens en Ligue 1 depuis le 2 décembre 2007,.
Cherchant à se relancer lors de la réception de la lanterne rouge Toulouse le 7 décembre, la rencontre débute difficilement pour les Bleus et blancs qui concèdent l'ouverture du score dès la troisième minute de jeu sur un but de Nicolas Isimat-Mirin et sont dominés lors du premier quart d'heure, subissant plusieurs occasions nettes. Ils parviennent malgré cela à égaliser à la septième minute grâce à Lamine Koné et se montrent par la suite les plus entreprenants, prenant même l'avantage peu avant la demi-heure de jeu par l'intermédiaire d'Adrien Thomasson. La deuxième période démarre de manière tout aussi dynamique que la première avec un troisième but strasbourgeois de Ludovic Ajorque à la 48e minute auquel répond Wesley Saïd deux minutes plus tard. Les hôtes maintiennent par la suite leur avantage au score et assurent leur victoire à la 75e minute par un dernier but de Lebo Mothiba (4-2).
Se déplaçant à Bordeaux pour le dernier match à l'extérieur de l'année 2019, Strasbourg enchaîne une deuxième victoire d'affilée en ouvrant rapidement le score par Ludovic Ajorque avant de conserver par la suite son avantage au cours d'une rencontre ayant principalement vu les visiteurs défendre leur avance face à une nette mais imprécise domination bordelaise (1-0). Les Alsaciens concluent l'année 2019 le 21 décembre par une troisième victoire consécutive face à l'AS Saint-Étienne à domicile, Ludovic Ajorque ouvrant à nouveau le score pour les hôtes à la 22e minute avant qu'Adrien Thomasson ne fasse le break à l'heure de jeu. Les Stéphanois réduisent par la suite l'écart à la 72e minute sur un penalty transformé par Ryad Boudebouz mais ne parviennent pas à obtenir le but de l'égalisation malgré une domination en fin de match (2-1). Au terme de la première partie de saison au moment de la trêve hivernale, le RCSA termine ainsi l'année à la onzième place du classement avec 27 points en 19 rencontres, comptant dix points d'avance sur la dix-huitième place synonyme de barrages et seulement quatre de retard sur la quatrième position synonyme de qualification en Ligue Europa.
| Rang | Équipe                | Pts | J  | G | N | P | Bp | Bc | Diff |
| ---- | --------------------- | --- | -- | - | - | - | -- | -- | ---- |
| 8    | Angers SCO            | 28  | 19 | 8 | 4 | 7 | 22 | 24 | -2   |
| 9    | Montpellier HSC       | 27  | 19 | 7 | 6 | 6 | 26 | 19 | +7   |
| 10   | OGC Nice              | 27  | 19 | 8 | 3 | 8 | 28 | 27 | +1   |
| 11   | RC Strasbourg Alsace  | 27  | 19 | 8 | 3 | 8 | 23 | 24 | -1   |
| 12   | Olympique lyonnais    | 26  | 19 | 7 | 5 | 7 | 29 | 18 | +11  |
| 13   | Girondins de Bordeaux | 26  | 19 | 7 | 5 | 7 | 28 | 22 | +6   |
| 14   | AS Saint-Étienne      | 25  | 19 | 7 | 4 | 8 | 22 | 29 | -7   |

### Deuxième moitié de saison

#### Une reprise réussie - Journées 20 à 24
Reprenant la compétition le 4 janvier 2020 dans le cadre de la Coupe de France, le RCSA commence l'année 2020 en championnat le 11 janvier à l'occasion d'un déplacement sur la pelouse du FC Metz, dix-septième et n'ayant plus gagné depuis la mi-octobre 2019. La rencontre s'avère fermée et peu rythmée, malgré une domination relative des visiteurs. Ce sont malgré tout les hôtes qui finissent par trouver la marque sur leur première opportunité notable à la 68e minute lorsque John Boye parvient à ouvrir le score à la suite d'un corner. Le score n'évolue pas par la suite et Strasbourg s'incline pour la première fois depuis le 3 décembre 2019,.
Se déplaçant à nouveau deux semaines plus tard sur la pelouse de l'AS Monaco, Strasbourg se trouve dans un premier temps relativement dominé au cours de la première mi-temps, subissant notamment la perte du défenseur Lamine Koné sur blessure à la demi-heure de jeu. C'est malgré tout l'Alsacien Ludovic Ajorque qui ouvre la marque à la 40e minute et donne l'avantage aux siens à l'issue de la première période. Se montrant nettement plus dominateurs lors de la deuxième partie de rencontre, les visiteurs accroissent leur avance à la 66e minute par l'intermédiaire d'Adrien Thomasson avant que Stefan Mitrović ne porte le score à 3-0 huit minutes plus tard. Les Monégasques réagissent en fin de rencontre et réduisent la marque sur un but de Stevan Jovetić mais doivent finalement s'incliner sur le score de 3 buts à 1, permettant au RCSA de monter en première partie de classement pour la première fois de la saison,.
Les Strasbourgeois retrouvent la Meinau pour la première fois depuis le 21 décembre 2019 à l'occasion de la réception du Lille OSC le 1er février. Dans une rencontre globalement équilibrée, ce sont les hôtes qui prennent rapidement l'avantage dès la douzième minute de jeu sur un but d'Adrien Thomasson et conservent cette avance jusqu'à la mi-temps. La seconde période voit quant à elle les Alsaciens être mis en difficulté tandis que Lille parvient à égaliser à la 65e minute grâce à Gabriel avant de finalement prendre l'avantage à la 80e minute de jeu sur un penalty transformé par Victor Osimhen pour porter le score final à 2-1. Le RCSA se reprend cependant quatre jours plus tard sur la pelouse de la lanterne rouge Toulouse, où l'unique but du match inscrit à la 75e minute par la recrue hivernale Majeed Waris lui permet de s'imposer 1-0.
Recevant le Stade de Reims pour sa troisième rencontre en huit jours le 9 février, le Racing se montre plutôt dominateur tout au long de la rencontre, mais doit attendre la 50e minute de jeu pour finalement ouvrir la marque par le biais d'Alexander Djiku à la suite d'un corner. Les visiteurs peinent par la suite à revenir dans la partie et ce sont finalement les hôtes qui parviennent à faire le break à la 82e minute grâce à un nouveau but de Majeed Waris avant de parachever leur victoire sur un penalty transformé par Kenny Lala, qui porte le score final à 3 buts à 0 et permet au RCSA de remonter à la sixième place du classement, à quatre points des places européennes,.

#### Fin de saison anticipée - Journées 25 à 28
En déplacement à Lyon le 16 février, Strasbourg concède dans un premier temps l'ouverture du score à la 21e minute par Bertrand Traoré avant d'égaliser peu avant la fin d'une première mi-temps pauvre en occasions par l'intermédiaire de Kévin Zohi. La deuxième période s'avère également équilibrée, bien que les Alsaciens trouvent le poteaux à deux reprises et passent très proche de prendre l'avantage dans le temps additionnel grâce à Alexander Djiku, mais le score final ne change finalement pas et les deux équipes se quittent sur un match nul 1-1, constituant le premier résultat nul du RCSA depuis la quatrième journée. Ce résultat est suivi d'un nouveau résultat nul dès la semaine suivante lors de la réception de l'Amiens SC, à l'issue de laquelle les deux équipes se séparent sur un score nul et vierge malgré une domination globale des Alsaciens.
Ce dernier match nul est suivi d'une cinglante défaite sur la pelouse du Montpellier HSC le 29 février, rencontre durant laquelle les deux équipes se procurent plusieurs occasions de buts avant que les hôtes n'ouvrent finalement la marque par l'intermédiaire de Téji Savanier à la 57e minute de jeu sur penalty. Cette ouverture du score est rapidement suivie de deux nouveaux buts montpelliérains lors des minutes qui suivent, Gaëtan Laborde aggravant la marque à l'heure de jeu avant que Savanier ne s'offre un doublé à la 65e minute. Le score n'évolue plus par la suite et les Alsaciens concèdent leur première défaite en cinq rencontres sur le score de 3-0.
L'équipe ne joue pas la semaine suivante, sa rencontre face au Paris Saint-Germain étant finalement reportée à une date ultérieure sur décision de la préfecture du Bas-Rhin en raison des risques liés à la pandémie de Covid-19 qui touche alors particulièrement le département voisin du Haut-Rhin. Pour la même raison, l'intégralité du championnat est suspendu « jusqu'à nouvel ordre » par la LFP le 13 mars. L'arrêt définitif de la compétition est par la suite entériné le 28 avril suivant. Deux jours plus tard, le classement est corrigé afin de compenser le match non-joué contre le Paris Saint-Germain en prenant en compte la moyenne de points par match. Ce biais permet au RCSA de monter de la onzième à la dixième place grâce à une moyenne de 1,41 points par match qui le place devant l'Angers SCO.

### Classement
| Rang | Équipe                 | Pts | J  | G  | N  | P  | Bp | Bc | Diff |
| ---- | ---------------------- | --- | -- | -- | -- | -- | -- | -- | ---- |
| 7    | Olympique lyonnais     | 40  | 28 | 11 | 7  | 10 | 42 | 27 | +15  |
| 8    | Montpellier Hérault SC | 40  | 28 | 11 | 7  | 10 | 35 | 34 | +1   |
| 9    | AS Monaco              | 40  | 28 | 11 | 7  | 10 | 44 | 44 | 0    |
| 10   | RC Strasbourg Alsace   | 38  | 27 | 11 | 5  | 11 | 32 | 32 | 0    |
| 11   | Angers SCO             | 39  | 28 | 11 | 6  | 11 | 28 | 33 | −5   |
| 12   | Girondins de Bordeaux  | 37  | 28 | 9  | 10 | 9  | 40 | 34 | +6   |
| 13   | FC Nantes              | 37  | 28 | 11 | 4  | 13 | 28 | 31 | −3   |

## Parcours en coupes

### Coupe de France
La Coupe de France 2019-2020 est la 103e édition de la Coupe de France, compétition à élimination directe mettant aux prises les clubs de football amateurs et professionnels à travers la France métropolitaine et les DROM. Elle est organisée par la FFF et ses ligues régionales. Vainqueur de la compétition à trois reprises en 1951, 1966 et 2001, le RCSA avait été éliminé lors des seizièmes de finale par le Paris Saint-Germain lors de la saison précédente.
Le Racing fait son entrée dans la compétition lors des trente-deuxièmes de finale, se déplaçant le 4 janvier 2020 sur la pelouse du Stade portelois, pensionnaire de National 3, cinquième division nationale, où il l'emporte sur le score de 4 buts à 1 grâce des buts de Benjamin Corgnet, Kévin Zohi, auteur d'un doublé, et Adrien Lebeau. Affrontant l'Angoulême Charente à l'extérieur au tour suivant durant la mi-janvier, les Alsaciens sont rapidement menés au score sur un but de Lucas Franco dès la sixième minute et passent près de concéder un deuxième but à la demi-heure de jeu, mais se réveillent dans la foulée en inscrivant quatre buts entre la 34e et la 44e minute de jeu par le biais de Kévin Zohi, Adrien Thomasson, Jean-Ricner Bellegarde et Alexander Djiku. Se contentant de gérer son avance par la suite, Strasbourg marque un dernier but en fin de rencontre sur un penalty de Ludovic Ajorque et l'emporte finalement sur le score de 5-1.
Se déplaçant une fois de plus dans le cadre des huitièmes de finale, cette fois sur la pelouse de l'Olympique de Marseille à la fin du mois de janvier, le RCSA concède deux buts au cours de la première mi-temps par l'intermédiaire de Bouna Sarr à la demi-heure de jeu puis de Dimitri Payet quelques minutes avant la pause sur penalty. Malgré une réduction de l'écart par Benjamin Corgnet à l'heure de jeu et plusieurs occasions en fin de rencontre, les Alsaciens ne parviennent pas à revenir au score, terminant le match à dix à la suite de l'expulsion directe d'Abdallah Ndour dans les dernières minutes du temps réglementaire tandis que Boubacar Kamara assure la victoire marseillaise sur le score de 3 buts à 1 dans le temps additionnel.

### Coupe de la Ligue
La Coupe de la Ligue 2019-2020 est la 26e édition de la Coupe de la Ligue, compétition à élimination directe organisée par la Ligue de football professionnel (LFP) depuis 1994, qui rassemble uniquement les clubs professionnels de Ligue 1, Ligue 2 et National. Triple vainqueur de la compétition en 1997, 2005 et 2019, le RCSA se présente ainsi comme tenant du titre lors de cette édition, ayant défait l'EA Guingamp en finale la saison précédente.
En tant que participant à la coupe d'Europe du fait de sa qualification en Ligue Europa, Strasbourg fait son entrée dans la compétition au stade des huitièmes de finale, se déplaçant sur la pelouse du FC Nantes le 18 décembre 2019 et l'emportant grâce à un but de Nuno Da Costa durant le dernier quart d'heure de jeu. Le quart de finale, disputé le 7 janvier 2020, voit le RCSA jouer une nouvelle fois à l'extérieur sur la pelouse du Stade de Reims. Ce tour marque cependant la fin du parcours de l'équipe, qui est défaite à l'issue de la séance des tirs au but après un match nul et vierge à la fin du temps réglementaire, bien que s'étant trouvée en supériorité numérique après l'expulsion de Nathanael Mbuku à l'heure de jeu.

### Ligue Europa
La victoire du club en Coupe de la Ligue 2018-2019 lui permet de participer à la Ligue Europa 2019-2020, constituant sa première aventure européenne depuis son dépôt de bilan de 2011 et depuis son parcours en Coupe UEFA 2005-2006, ancien nom de la Ligue Europa, qui l'avait vu atteindre le stade des huitièmes de finale avant d'être éliminé par l'équipe suisse du FC Bâle. Le RCSA commence la compétition lors du deuxième tour de qualification qui se déroule entre la fin du mois de juillet et le début du mois d'août 2019, et doit passer en tout trois phases pour espérer prendre part à la phase de groupes de la compétition.
Le tirage au sort l'oppose au club israélien du Maccabi Haïfa dans le cadre du deuxième tour de qualification. Privé notamment de Kenny Lala, Lebo Mothiba et Stefan Mitrović, le match aller disputé à la Meinau le 25 juillet 2019 voit le Racing dominer la rencontre tandis que le Maccabi évolue principalement en contre-attaque, ce qui lui permet de toucher le poteau à la 35e minute avant d'ouvrir la marque contre le cours du jeu quatre minutes plus tard, une frappe de loin de Maxim Plakuschenko parvenant à tromper Matz Sels et à donner l'avantage aux Israéliens. Les hôtes réagissent quelques minutes plus tard lorsque Nuno Da Costa est accroché par Ayid Habshi dans la surface de réparation et parvient à obtenir le penalty, tandis que le défenseur est directement expulsé en qualité de dernier défenseur. Le penalty est transformé par Ludovic Ajorque qui permet aux Alsaciens d'égaliser juste avant la mi-temps. En supériorité numérique pour la deuxième partie de la rencontre, Strasbourg tire rapidement parti de cet avantage lorsqu'Adrien Thomasson tout juste entré en jeu parvient à marquer dès la 47e minute avant que Jonas Martin n'inscrive le but du 3-1 à l'heure de jeu. Le défenseur Alexander Djiku touche la barre transversale peu avant la fin du temps réglementaire tandis que le Maccabi obtient une dernière opportunité lors du temps additionnel, une frappe de Dolev Haziza étant déviée de peu sur la barre transversale par Sels avant que la rencontre ne s'achève sur le score final de 3 buts à 1 en faveur des Alsaciens. Le match retour joué en Israël la semaine suivante connaît une première mi-temps mouvementée qui voit le RCSA ouvrir sur un but d'Ajorque à la 17e minute de jeu avant que Yarden Shua n'égalise huit minutes plus tard, tandis que Nikita Rukavytsya donne l'avantage au Maccabi peu avant la mi-temps. Le gardien strasbourgeois Matz Sels sort à la mi-temps, les Alsaciens parviennent par la suite à tenir leur avantage acquis au match aller et se qualifient sur le score cumulé de 4 buts à 3.
Le troisième tour de qualification voit le club alsacien affronter l'équipe bulgare du Lokomotiv Plovdiv, vainqueur du Spartak Trnava au tour précédent. Le match aller disputé en Bulgarie voit le Racing avoir très rapidement l'avantage numérique, Josip Tomašević étant expulsé dès la dixième minute à la suite d'une faute en tant que dernier défenseur. Le coup franc qui s'ensuit est repris par Stefan Mitrović qui ouvre le score pour les visiteurs. Malgré ces circonstances avantageuses, les Alsaciens ne parviennent pas à accroître leur avance, passant même près de concéder l'égalisation en fin de mi-temps, un but d'Alen Ožbolt côté bulgare est refusé pour hors-jeu. La deuxième période ne voit aucune des deux équipes marquer et la rencontre s'achève sur une victoire 1-0 du RCSA,. Hôte du match retour, Strasbourg ouvre rapidement le score dès la septième minute de jeu grâce à Kévin Zohi avant de gérer le reste de la rencontre et de se contenter d'une nouvelle victoire 1-0 qui  qualifie le Racing pour les barrages où il rencontre les Allemands de l'Eintracht Francfort, demi-finalistes de la compétition la saison précédente.
Hôtes du match aller à la Meinau, les Alsaciens dominent la première période et parviennent à ouvrir le score sur un nouveau but de Kévin Zohi à la suite d'un corner à la 33e minute de jeu. Bien que subissant quelques grosses occasions allemandes au cours de la deuxième mi-temps, Strasbourg conserve son avantage et l'emporte encore une fois sur le score de 1-0. Le match retour en Allemagne démarre sur une large domination de Francfort, qui ouvre le score sur un but contre son camp de Stefan Mitrović peu avant la demi-heure de jeu pour remettre les deux équipes à égalité. La fin de la première mi-temps voit cependant l’expulsion directe de l'attaquant croate Ante Rebić côté Eintracht pour une faute sur le gardien Matz Sels, qui donne un avantage numérique aux Alsaciens à la pause. Le début de la deuxième période est quant à lui marqué par plusieurs fautes et contacts violents entre joueurs des deux équipes qui débouche finalement sur l'exclusion directe du Strasbourgeois Dimitri Liénard à la 55e minute réduisant les deux équipes à dix. Francfort prend finalement l'avantage à l'heure de jeu sur un but de Filip Kostić avant que Danny da Costa ne porte le score à 3-0 quelques minutes plus tard, un résultat qui ne bouge plus par la suite et entraîne l'élimination du RCSA sur le score cumulé de 3 buts à 1 sur l'ensemble des deux rencontres,.

## Matchs officiels de la saison
Le tableau ci-dessous retrace dans l'ordre chronologique les rencontres officielles disputées par le Racing Club de Strasbourg Alsace durant la saison. Les buteurs sont accompagnés d'une indication sur la minute de jeu où est marqué le but et, pour certaines réalisations, sur sa nature (penalty ou contre son camp).
| Compétition       | MJ | V  | N | D  | Bp | Bc | Diff |
| ----------------- | -- | -- | - | -- | -- | -- | ---- |
| Ligue 1           | 27 | 11 | 5 | 11 | 32 | 32 | 0    |
| Coupe de France   | 3  | 2  | 0 | 1  | 10 | 5  | +5   |
| Coupe de la Ligue | 2  | 1  | 1 | 0  | 1  | 0  | +1   |
| Ligue Europa      | 6  | 4  | 0 | 2  | 7  | 6  | +1   |
| Total             | 38 | 18 | 6 | 14 | 50 | 43 | +7   |

## Joueurs et encadrement technique

### Encadrement technique

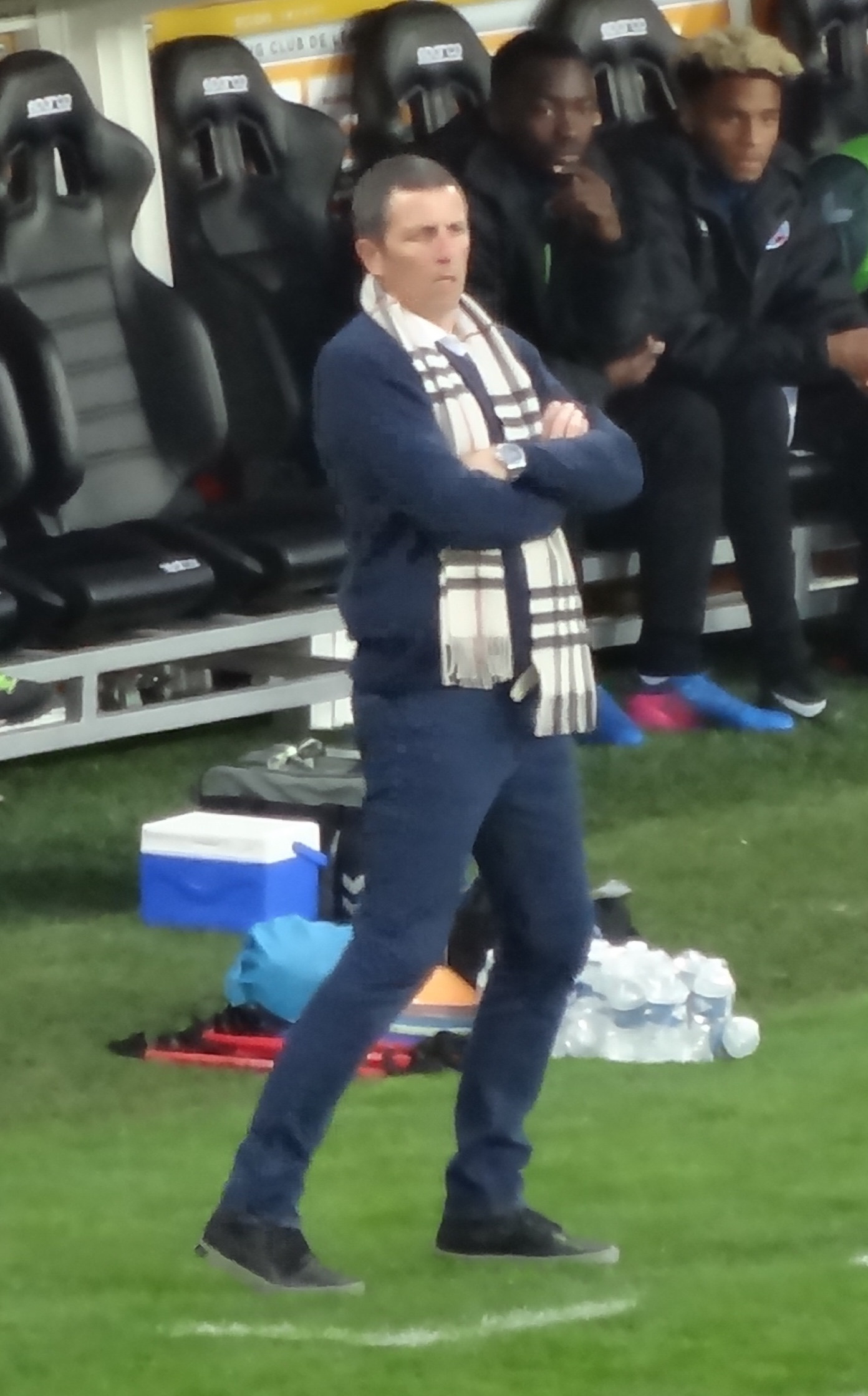
Thierry Laurey entame sa quatrième saison sur le banc strasbourgeois.

L'équipe est entraînée par Thierry Laurey, en poste depuis le 31 mai 2016. Natif de Troyes, il a notamment évolué aux postes de milieu de terrain et de défenseur à divers clubs tels que l'US Valenciennes entre 1982 et 1986, ou encore au Montpellier Hérault entre 1987 et 1988 puis entre 1991 et 1998, passant également par le Paris Saint-Germain et l'Olympique de Marseille. Il dispute un total de 518 matchs et inscrit 52 buts. À la fin de sa carrière, il intègre le staff technique de Montpellier en tant qu'adjoint puis entraîneur des équipes jeunes. Il est nommé à la tête du FC Sète, alors en National, en 2007 avant de rejoindre Amiens SC, club de Ligue 2, avec lequel il connaît la relégation avant de quitter le club. Il est nommé à la tête d'Arles-Avignon en 2011, mais est renvoyé en novembre de l'année suivante pour cause de mauvais résultats. Son plus grand succès vient au Gazélec Ajaccio, qu'il rejoint en 2013 et parvient à emmener de National en Ligue 1 en l'espace de deux saisons, mais qu'il quitte sur une 19e place synonyme de relégation pour rejoindre le RC Strasbourg avec lequel il est promu à l'issue de sa première saison, lui permettant de revenir en première division un an après l'avoir quittée. Il est assisté par Fabien Lefèvre, qui obtient à l'été 2019 son diplôme du Brevet d’Entraîneur Professionnel de Football et Sébastien Roi.
Fabien Lefèvre a déjà été adjoint de Thierry Laurey sur le banc du Gazélec Ajaccio lors de la saison 2015-2016, et arrive en Alsace en même temps que celui-ci. Il a notamment joué au Montpellier Hérault entre 1991 et 1997 puis entre 2000 et 2004, côtoyant le technicien troyen en tant que joueur puis membre du staff montpelliérain. Après sa carrière de joueur il intègre lui aussi le staff technique du club héraultais, entraînant les équipes jeunes puis l'équipe réserve du club avant de rejoindre Laurey à Ajaccio.
Entraîneur-adjoint depuis l'été 2011, Sébastien Roi a donc connu trois entraîneurs : François Keller entre 2011 et 2014, Jacky Duguépéroux entre 2014 et 2016, et enfin Thierry Laurey. Âgé de 37 ans, il a principalement évolué en CFA 2 avec le Vauban Strasbourg et le Mars Biesheim avant de devenir entraîneur de l'ASC Biesheim entre 2009 et 2011 puis du FCSR Obernai, en complément de son poste d'entraîneur-adjoint, entre 2011 et 2015, tous deux en divisions régionales.
Florian Bailleux est le préparateur physique du club depuis la saison 2014-2015, il a auparavant exercé à Boulogne-sur-Mer puis à Carquefou.
Jean-Yves Hours arrive en tant qu'entraîneur des gardiens en juin 2016. Tout comme Thierry Laurey et Fabien Lefèvre, il passe une partie de sa carrière au Montpellier Hérault, évoluant également par la suite dans le club corporatif du groupe Nicollin de Louis Nicollin, président du club montpelliérain. Il intègre ainsi le staff du MHSC en 2001 en tant qu'entraîneur des gardiens au centre de formation du club. Il rejoint en 2003 le staff du CS Sedan Ardennes puis celui d'Évian Thonon Gaillard de 2009 à 2014. Il est entraîneur des gardiens de la sélection guinéenne, entraînée par Luis Fernandez, entre mai 2015 et janvier 2016.
David Ducourtioux intègre quant à lui le staff strasbourgeois au mois de juin 2019 en tant que deuxième adjoint.

### Joueurs en sélection nationale
Lors de la trêve internationale de septembre, 5 joueurs sont convoqués. Matz Sels est appelé avec la Belgique pour deux matchs de Qualification à l'Euro 2020, contre Saint-Marin et l'Ecosse. Il n'est aligné durant aucun des deux matchs. Stefan Mitrović est quant à lui appelé avec la Serbie, qui doit affronter le Portugal et le Luxembourg. Il ne joue, lui aussi, aucun match. Eiji Kawashima part au Japon pour disputer un amical contre le Paraguay, et un match éliminatoire pour la Coupe du monde de football 2022 contre la Birmanie. Il ne dispute pas les deux matchs. Mohamed Simakan est quant à lui convoqué avec l'Équipe de France des moins de 20 ans pour deux matchs amicaux. Il joue le deuxième match contre la Slovénie. Moataz Zemzemi joue deux matchs de qualification à Coupe d'Afrique des Nations U23.
Lors de la trêve internationale suivante, celle d'octobre, ce sont 6 joueurs du Racing qui sont convoqués. Comme en septembre, Matz Sels est appelé avec la Belgique pour deux matchs de Qualification à l'Euro 2020, contre Saint-Marin et contre le Kazakhstan. Il ne jouera aucun des deux matchs. Stefan Mitrović est quant à lui appelé avec la Serbie, qui doit affronter le Paraguay et la Lituanie. Comme son coéquipier, il ne jouera pas de match. Eiji Kawashima, le troisième gardien, part au Japon pour disputer deux matchs. Il ne jouera pas non plus. Lebo Mothiba est quant à lui convoqué pour un match amical avec l'Afrique du Sud contre le Mali. Lui non plus ne joue pas. Jean-Ricner Bellegarde est convoqué avec l'équipe de France espoirs pour les qualifications du Championnat d'Europe espoirs 2021. Il entre à la 62ème minute contre l’Azerbaïdjan et à la même minute contre la Slovaquie. Le dernier joueur convoqué est Mohamed Simakan pour deux matchs amicaux avec la France U20.
Pour la dernière trève internationale de l'année, en novembre, ce sont 5 joueurs qui rejoignent leur sélection nationale. Matz Sels est convoqué avec la Belgique pour les Éliminatoires de l'Euro 2020, mais il ne jouera pas de match. Eiji Kawashima est lui convoqué avec le Japon, sans disputer de match. Jean-Ricner Bellegarde est quant à lui convoqué avec l'équipe de France espoirs, avec laquelle il jouera un match contre la Géorgie. Youssouf Fofana est appelé en France U20, avec qui il jouera contre la Turquie. Le dernier joueur du Racing à être convoqué est Lebo Mothiba pour l'Afrique du Sud.

## Aspects juridiques et économiques

### Structure juridique et organigramme

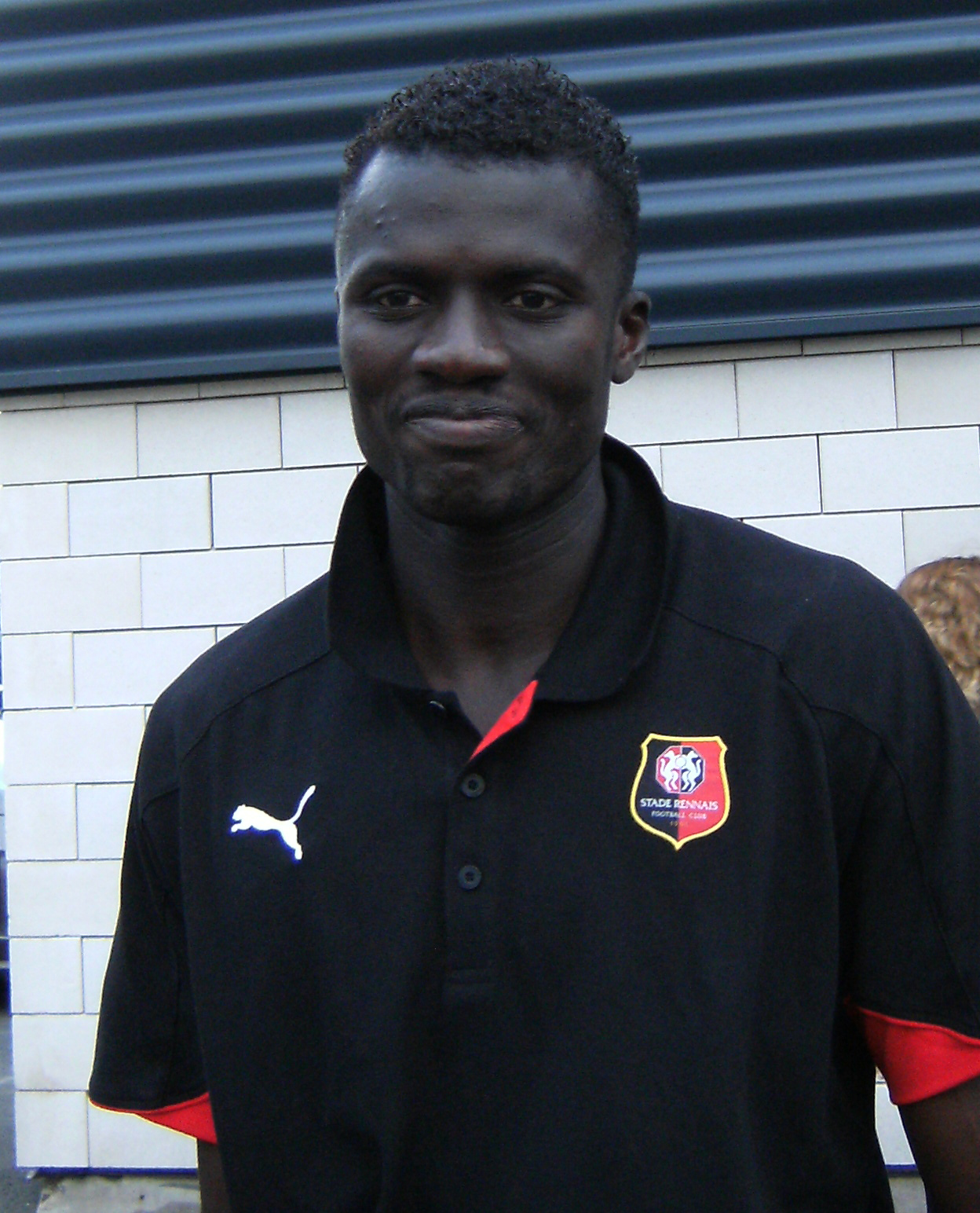
Kader Mangane est le coordinateur sportif du club.

La société par actions simplifiée Racing Club de Strasbourg Alsace est toujours présidée par Marc Keller pour la saison 2018-2019, depuis juin 2012, et vice-présidée par Alain Plet. La structure juridique, le capital et la gérance restent inchangés par-rapport à la saison précédente. Le directeur général adjoint est chargé de la coordination des services administratifs, de la gestion des ressources humaines, et du dossier des travaux du stade de la Meinau.
En ce qui concerne l'organigramme, Pierre Schmidt reste président du conseil de surveillance tandis que Romain Giraud reste secrétaire général, s'occupant de toute l'organisation courante du club. Le club ayant retrouvé le statut professionnel depuis la saison précédente, aucun ajustement de structure n'est imposé par la ligue.
Kader Mangane reste coordinateur sportif. Il gère l'intégration et l'installation des joueurs, les soucis diététiques, les relations avec le centre de formation.

### Éléments économiques et financiers
Le budget pour la saison est validé en l’état, sans mesure complémentaire, par la DNCG le 23 mai 2019 et est de l'ordre de 42 millions d'euros,.
En raison de l'interruption prématurée du championnat, Marc Keller annonce un déficit prévisionnel de dix millions d'euros.

### Équipementier et sponsors
Les sponsors principaux de la saison précédente sont toujours ES Strasbourg, CroisiEurope et Hager, en complément de Adidas.
Le RCSA annonce le 18 juillet un nouveau partenariat d'envergure majeure avec le parc de d'attractions allemand, Europa Park. Pour la première fois, une entreprise allemande est sponsor d'un club de Ligue 1 en France. Ce partenariat pour toute la saison 2019-2020 a pour objectif de donner une visibilité du parc en France, et d'animer et renommer la Tribune famille du stade de la Meinau. Marc Keller se dit très heureux de renforcer la tradition alsacienne. Roland Mack, patron du parc allemand, précise que « nous sommes heureux d’associer l’image du meilleur parc de loisirs du monde au champion de France des tribunes ».
Le 3 août 2019, deux nouveaux partenariats sont annoncés. Un partenariat renouvelé avec Numerize, qui aura en complément d’un dispositif classique (droits d’image, visibilité, hospitalité), le droit d'être présent sur la feuille de match et parrainera la composition d’équipes sur les écrans géants du stade. La société Numerize est installée à Bischwiller.
Le même jour, un partenariat d'envergure est annoncé avec SFR pour trois saisons.

## Aspects socio-économiques

### Affluences
Le club annonce le 17 juillet 2019 avoir arrêté la campagne d'abonnements après avoir atteint le même nombre d'abonnés que la saison précédente, étant donné qu'en raison des futurs travaux du stade de la Meinau en 2020-2021 et de la perte d'un certain nombre de places, le club ne souhaitera pas procéder à des tirages aux sort pour que chaque abonné puisse voir le match. Pour cette raison il y a 19600 abonnés.
L'affluence cumulée de la saison est de 385 309 spectateurs pour seize matchs, soit une moyenne de 24 082 spectateurs par match toutes compétitions confondues. Le club comptabilise par ailleurs la septième meilleure affluence moyenne de Ligue 1 avec 24 886 spectateurs par match.
Affluence du RC Strasbourg Alsace à domicile

### Retransmissions télévisuelles
Pour la dernière saison de Ligue 1 au format actuel, Canal+ détient les droits télévisuels concernant les matchs de premier choix, à savoir le dimanche soir à 21 heures, le samedi à 17 heures 15, et le vendredi soir à 20 heures 45. Bein sports détient les droits télévisuels des matchs du dimanche après-midi à 15 heures et 17 heures, ainsi que du multiplexe le samedi soir à 20 heures.
RMC Sport retransmets les matches du second tour de qualification de Strasbourg en Ligue Europa, avec notamment un supporter du club qui assurera les interviews sur la pelouse de la Meinau, Gilbert Brisbois.
Les matchs sont joués habituellement en multiplexe, sauf programmation décalée. Strasbourg joue un match le dimanche à 17 heures.

### Supporters
Les supporters du RCSA restent sur une victoire lors de la saison précédente au championnat de France des tribunes. Lors du premier match de Ligue Europa, les sièges du kop sont remis afin de se conformer avec la législation européenne en matière de sécurité.
Lors de la rencontre du second tour qualificatif en Ligue Europa, le 1er août 2019 à Haifa en Israël, cinq supporters strasbourgeois ont été blessés par des israéliens munis de barres de fer, alors qu'ils étaient à la plage, alors qu'une centaine de strasbourgeois ont fait le déplacement depuis l'Alsace.
Le club annonce pour le derby face au FC Metz qu'il soutient ses associations de supporteurs, qui ont décidé de ne pas se rendre au stade Saint-Symphorien, en raison de l'absence de compréhension du préfet de Moselle de ne pas accueillir 600 supporters strasbourgeois au lieu des 300 précédemment autorisés. Ce dossier est remonté jusqu'au ministre des Sports, qui n'y a pas donné suite.

## Autres équipes

### Équipe réserve
L'équipe réserve du Racing Club de Strasbourg Alsace, aussi appelée « équipe B », sert de tremplin vers le groupe professionnel pour les jeunes du centre de formation mais permet également à certains joueurs non alignés avec l'équipe professionnelle d'avoir du temps de jeu ou de récupérer d'une blessure. Elle est entraînée depuis mai 2016 par François Keller, ancien entraîneur de l'équipe première et directeur de la formation depuis 2014.
Pour la saison 2019-2020, la réserve évolue dans le groupe « Grand Est » du National 3, cinquième niveau hiérarchique du football en France. Promue de Division d'Honneur alsacienne en 2015, elle a terminé à la deuxième place la saison précédente.
L'équipe participe par ailleurs à la coupe du Grand Est, compétition ouverte aux clubs de National 3 et des divisions inférieures évoluant dans le Grand Est. Démarrant au premier tour, la réserve élimine successivement le FC Eschau (4-0), l'AS Neudorf (5-0), l'AS Morhange (2-1), la SS Weyersheim (2-1), l'US Sarre-Union (2-1) et le FC Tremery (1-0) avant de finalement tomber au stade des huitièmes de finale contre le FC Sarrebourg, club de Régionale 1 Lorraine, face à qui elle concède le match nul 0-0 avant de s'incliner lors de la séance des tirs au but sur le score de 4-3.
En raison de l'arrêt des compétitions amateurs du fait de la pandémie de Covid-19 en France, le classement du championnat de National 2 est figé au moment de la dix-huitième journée. Le classement final prend en compte le quotient des points obtenus en-rapport avec le nombre de matchs joués. La réserve termine ainsi la saison en septième position.
| Rang                   | Équipe                    | Pts       | J  | G | N | P | Bp | Bc | Diff |
| ---------------------- | ------------------------- | --------- | -- | - | - | - | -- | -- | ---- |
| 4                      | AS Prix-lès-Mézières P    | 27 (1,5)  | 18 | 7 | 6 | 5 | 20 | 19 | +1   |
| 5                      | ES Troyes AC rés.         | 25 (1,38) | 18 | 7 | 4 | 7 | 32 | 26 | +6   |
| 6                      | US Raon-l'Étape           | 22 (1,37) | 16 | 6 | 4 | 6 | 19 | 21 | -2   |
| 7                      | RC Strasbourg Alsace rés. | 24 (1,33) | 18 | 6 | 6 | 6 | 21 | 23 | -2   |
| 8                      | ASC Biesheim              | 24 (1,33) | 18 | 7 | 3 | 8 | 28 | 26 | +2   |
| 9                      | CSO Amnéville             | 23 (1,27) | 18 | 7 | 2 | 9 | 26 | 30 | -4   |
| 10                     | FA Illkirch-Graffenstaden | 21 (1,23) | 17 | 5 | 6 | 6 | 23 | 22 | +1   |
| - Promu en National 2. |                           |           |    |   |   |   |    |    |      |

### Équipe féminine
Engagée la saison dernière dans le groupe Alsace du championnat Régional 1, troisième échelon national, l'équipe féminine du RCSA avait alors finie première de sa poule et disputée un barrage d'accession à la deuxième division, finalement perdu face au Toulouse FC. Cette saison, l'équipe est engagée au sein de la poule A du groupe Grand-Est de la compétition.
Elle prend par ailleurs part à la Coupe de France féminine 2019-2020, 19e édition de la compétition à élimination directe organisée par la Fédération française de football (FFF) et ses ligues régionales mettant aux prises les différents clubs féminins du pays, qu'elle intègre lors du premier tour de la phase régionale. Entrant en lice à la fin du mois de septembre, le RCSA parvient à passer sans difficulté les trois tours de la phase régionale, battant largement l'ES Offendorf (7-0), le FC Saverne (11-1) et Montigny-lès-Metz (7-1) pour se qualifier pour les soixante-quatrièmes de finale, où elles parviennent à se défaire du Stade auxerrois à l'extérieur le 24 novembre 2019 sur le score de 2 buts à 1, avant de chuter finalement au tour suivant face au Lille OSC, pensionnaire de deuxième division, le 15 décembre (0-3).
Première du groupe A en championnat au moment de l'arrêt des compétitions en raison de la pandémie de Covid-19 en France, l'équipe féminine du RCSA est finalement promue à l'issue de la saison par la Ligue du Grand-Est de football en raison d'un meilleur ratio de points par match avec 3,00 contre 2,66 pour l'ES Troyes AC, leader du groupe B. Le club accède ainsi à la deuxième division féminine après seulement quatre années d'existence.
| Rang                              | Équipe               | Pts | J  | G | N | P | Bp | Bc | Diff |
| --------------------------------- | -------------------- | --- | -- | - | - | - | -- | -- | ---- |
| 1                                 | RC Strasbourg Alsace | 27  | 9  | 9 | 0 | 0 |    |    |      |
| 2                                 | FC Vendenheim 2      | 24  | 10 | 8 | 0 | 2 |    |    |      |
| 3                                 | AS Musau Strasbourg  | 19  | 9  | 6 | 1 | 2 |    |    |      |
| 4                                 | SAS Épinal           | 14  | 10 | 4 | 2 | 4 |    |    |      |
| - Promotion en deuxième division. |                      |     |    |   |   |   |    |    |      |

### Équipes de jeunes
Le Racing Club de Strasbourg Alsace aligne plusieurs équipes de jeunes dans les championnats nationaux et régionaux. Parmi celles-ci, deux prennent part à des compétitions de niveau national : l'équipe des moins de 17 ans, qui évolue dans le groupe B du championnat national des moins de 17 ans, et l'équipe des moins de 19 ans qui participe quant à elle à deux compétitions nationales : le groupe B du championnat national des moins de 19 ans ainsi que la Coupe Gambardella 2019-2020, qu'elle intègre à l'occasion des soixante-quatrièmes de finale.
La Coupe Gambardella 2018-2019 est la 65e édition de la Coupe Gambardella, compétition à élimination directe organisée par la Fédération française de football (FFF) et ses ligues régionales. Elle met aux prises les équipes de moins de 19 ans des clubs à travers la France. Opposé au FC Mulhouse à l'extérieur pour son entrée en lice, le RCSA l'emporte largement sur le score de 5-0 le 16 décembre 2019. Il rencontre au tour suivant l'AS Lyon-Duchère, contre qui il est finalement éliminé après une défaite 2-0.
L'intégralité des compétitions nationales pour jeunes sont arrêtées au mois de mars 2020 puis abandonnées par la suite en raison de la pandémie de Covid-19 en France.
| Rang | Équipe                   | Pts | J  | G  | N | P | Bp | Bc | Diff |
| ---- | ------------------------ | --- | -- | -- | - | - | -- | -- | ---- |
| 1    | FC Sochaux-Montbéliard   | 51  | 20 | 16 | 3 | 1 | 47 | 9  | +38  |
| 2    | FC Metz                  | 42  | 20 | 12 | 6 | 2 | 41 | 19 | +22  |
| 3    | RC Strasbourg Alsace     | 39  | 19 | 11 | 6 | 2 | 46 | 20 | +26  |
| 4    | ES Troyes AC             | 35  | 20 | 10 | 5 | 5 | 36 | 18 | +18  |
| 5    | AS Nancy-Lorraine        | 28  | 20 | 7  | 7 | 6 | 36 | 30 | +6   |
| 6    | Entente Feignies Aulnoye | 28  | 18 | 8  | 4 | 6 | 35 | 32 | +3   |

| Rang | Équipe                 | Pts | J  | G  | N | P | Bp | Bc | Diff |
| ---- | ---------------------- | --- | -- | -- | - | - | -- | -- | ---- |
| 1    | FC Sochaux-Montbéliard | 43  | 19 | 13 | 4 | 2 | 43 | 13 | +30  |
| 2    | ES Troyes AC           | 37  | 19 | 12 | 1 | 6 | 46 | 30 | +16  |
| 3    | FC Metz                | 36  | 19 | 11 | 3 | 5 | 32 | 20 | +12  |
| 4    | RC Strasbourg Alsace   | 33  | 19 | 10 | 3 | 6 | 42 | 34 | +8   |
| 5    | Olympique lyonnais     | 32  | 19 | 10 | 2 | 7 | 43 | 39 | +4   |
| 6    | AJ Auxerre             | 32  | 19 | 10 | 2 | 7 | 31 | 18 | +13  |
| 7    | Bourg-en-Bresse 01     | 29  | 19 | 9  | 2 | 8 | 30 | 33 | -3   |